# Henri II. de Rohan

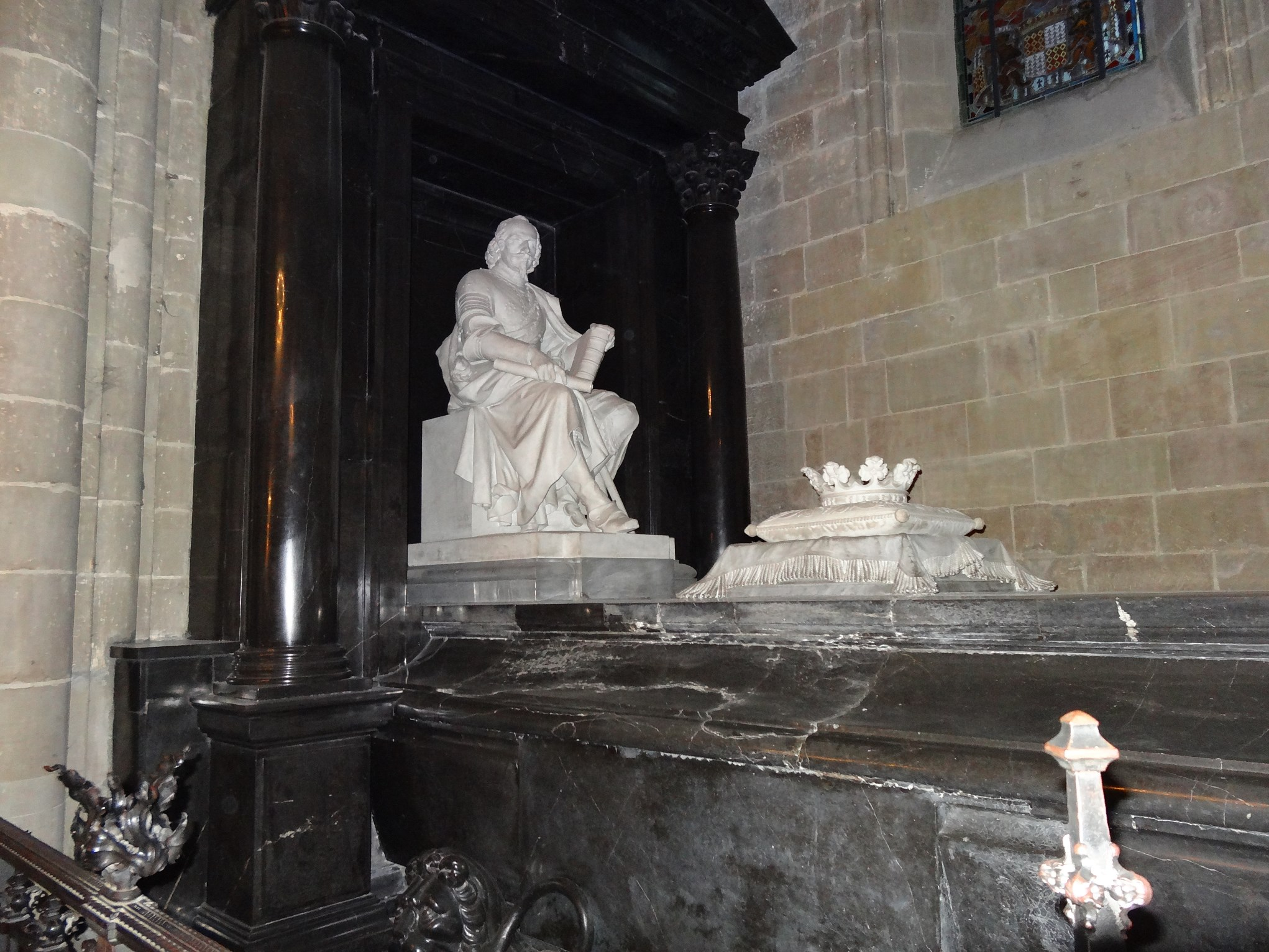
hrobka

Henri II. de Rohan (25. srpna 1578 Blain – 13. dubna 1638 Königsfeld) byl francouzský vojevůdce, přední vůdce hugenotů, později i v královských službách, známý je též jeho literární odkaz.
Jeho strýc Henri I. a otec René II. konvertovali ke kalvinismu. Svoji vojenskou kariéru začal 1597 při obléhání Amiens, poté cestoval po Německu, Nizozemsku, Itálii a Anglii. V roce 1603 byl králem Jindřichem IV. jmenován vévodou (duc de Rohan) a francouzským pairem. Stal se také plukovníkem Švýcarů a Grisonů. Spojil se s nespokojenci pod vedením Jindřicha II. Condé, byl sice nucen se v roce 1616 nedlouho po Jindřichovi vzdát, ale posléze pokračoval s odbojem až do pádu La Rochelle v roce 1628, kdy se odebral do Benátek. V roce 1635 byl povolán do Francie, kde mu byl svěřen jeden sbor, s kterým úspěšně působil v Elsasku. Po vzpouře Grisonů znovu upadl v nemilost a při návratu do Benátek se spojil s Bernardem Sasko-Výmarský v bitvě u Rheinfeldenu, kde byl smrtelně raněn.
Pocházel z linie Rohanů s titulem vikomtů, od roku 1603 vévodů Rohan, dále titulem kníže (prince) de Léon. Po Henriho smrti přešli tituly přes jeho jedinou dospělou dceru Marguerite na rodinu Chabot.